# Hansard Society
La Hansard Society est un think tank britannique créé en 1944 pour promouvoir la démocratie parlementaire. Fondé et présidé par le commandant Stephen King-Hall, les premiers adhérents étaient Winston Churchill et Clement Attlee . Les coprésidents de la Société sont le président de la Chambre des communes Lindsay Hoyle et le Lord Speaker Norman Fowler, et les vice-présidents sont les chefs des partis travailliste, conservateur et libéral démocrate. La Société porte le nom du Hansard Parliament Record, qui publie les travaux du parlement britannique.
Le travail de l'organisation englobe un large éventail de domaines, de l'éducation à la citoyenneté au rôle du Parlement, de la décentralisation à l'impact des nouveaux médias sur la politique. En outre, la société organise une variété d'événements à Westminster avec des conférenciers de haut niveau, des séminaires influents et des événements populaires en marge des conférences des parti.

## Conseil consultatif
La société a un conseil consultatif composé de députés et de Lords, de journalistes, d'hommes d'affaires et d'universitaires. Au sein du conseil, il y a un comité exécutif, qui agit en tant que conseil d'administration. Le président actuel du Conseil consultatif est Peter Riddell (en).

## Domaines de travail
La Hansard Society fonctionne grâce à un certain nombre d'équipes de projet, dont le travail est de:
- fournir une plate-forme de débat sur les questions d'actualité concernant le Parlement, les affaires constitutionnelles, la participation et l'engagement
- générer des recommandations de grande portée pour améliorer les processus parlementaires et législatifs grâce à des recherches rigoureuses
- repousser les limites de la nouvelle technologie et ses capacités à susciter l'engagement du public avec les décideurs
- créer et promouvoir des ressources nouvelles et accessibles pour aider les enseignants à présenter le programme de citoyenneté d'une manière innovante et intéressante
- organiser des sessions de formation pour les enseignants et les professionnels des politiques afin de leur permettre de comprendre efficacement un éventail de questions et de processus politiques
- amener des étudiants du monde entier à étudier le système politique britannique et à acquérir de l'expérience grâce à des stages dans une grande variété d'organisations politiques

### Éducation civique
Le programme d'éducation à la citoyenneté travaille avec les jeunes dans les écoles et les collèges pour les éduquer et les informer sur la démocratie parlementaire et développer des moyens innovants pour les impliquer dans des activités démocratiques participatives. Il vise à garantir que les enseignants ont libre accès aux connaissances, aux sessions de formation et aux ressources pour l'éducation politique.
Le programme organise des élections simulées dans les écoles du Royaume-Uni et gère un certain nombre de projets axés sur les élèves.

### Démocratie numérique
Créé en 1997, le programme Démocratie numérique (connu jusqu'en 2010 sous le nom de programme eDemocracy) est la première unité de recherche consacrée à l'examen de l'impact politique et social des technologies de l'information et de la communication (TIC). Ils mènent également des recherches et des évaluations pour produire des commentaires et des analyses sur les derniers développements des nouveaux médias et leur impact sur le parlement, le gouvernement et la société civile, notamment la participation numérique, l'engagement, la campagne politique et le processus parlementaire. Le programme est dirigé de 2007 à 2011 par le Dr Andy Williamson, chercheur et commentateur sur la démocratie numérique. Les directeurs précédents sont Ross Ferguson (2005 - 2007) et le professeur Stephen Coleman (jusqu'en 2005).
Le programme Démocratie numérique, en collaboration avec la Chambre des lords, créé le site Web Lords of the Blog en 2008 pour éduquer, sensibiliser le public et engager le public sur un éventail de questions concernant le rôle et les activités de la Chambre des Lords. Lord Norton, l'un des contributeurs du blog, est décrit en 2008 comme "une nouvelle star de la blogosphère" .
Le ministère de la Justice lance un programme en 2005 pour mener "un examen indépendant des moyens par lesquels le gouvernement central peut utiliser les technologies de l'information et de la communication (TIC) pour permettre et renforcer l'engagement du public", appelé Dialogues numériques.

### Parlement et gouvernement
Le programme Parlement et gouvernement entreprend des recherches sur la réforme politique et constitutionnelle. Ces dernières années, il travaille sur les questions de l'examen parlementaire et de la responsabilité du gouvernement, de la représentation politique, du processus d'élaboration des lois et de l'engagement du public.
Travaillant en étroite collaboration avec les parlementaires, le gouvernement, les médias et le public pour examiner une gamme de questions pertinentes pour la démocratie parlementaire, le programme formule de nombreuses recommandations influentes en faveur d'une réforme parlementaire. La publication de la Société, The Fiscal Maze: Parliament, Government and Public Money, encourage le Comité de liaison de la Chambre des communes à examiner la question du contrôle parlementaire des dépenses gouvernementales, et la recherche A Year in the Life: From member of public to a member of Parliament est longuement cité par la commission de la modernisation dans son enquête Revitaliser l'hémicycle: le rôle du député d'arrière-ban .
Le programme publie également un audit annuel de l'engagement politique, examinant les caractéristiques et les tendances des attitudes du public à l'égard de la politique ,.

### Programme des boursiers du hansard
En 1985, la société, en collaboration avec la London School of Economics, créé le programme Hansard Scholars et Hansard Research Scholars, qui organise des programmes d'études à la LSE et des stages à Westminster. Le programme prestigieux et sélectif de bourses recrute des étudiants qui ont démontré un engagement envers le service public et l'amélioration des systèmes démocratiques de gouvernement.
Le programme Study and Scholars travaille également avec le Foreign Office et le British Council  pour fournir des cours aux futurs dirigeants politiques du monde entier.
En plus de ce travail de base, le programme s'est élargi pour inclure la formation des organismes de bienfaisance, des journalistes, des entreprises et d'autres organisations qui ont besoin de comprendre le fonctionnement du système parlementaire.

## Financement
En tant qu'organisme de bienfaisance enregistré  la Hansard Society s'appuie sur le financement des dons individuels, des subventions des fiducies et des fondations de bienfaisance, du parrainage d'entreprise et des dons de parlementaires individuels de Westminster et des institutions dévolues.
En 2019, la Hansard Society a reçu la note B pour la transparence du financement par Who Funds You? 

## Sélection de publications
- Parliament, Politics and Law Making: Issues and Developments in the Legislative Process (2004) A. Brazier (ed),  (ISBN 978-0-900432-57-6).
- New Politics, New Parliament? A review of parliamentary modernisation since 1997 (2005) A. Brazier, M. Flinders & D. McHugh,  (ISBN 978-0-900432-62-0).
- A Year in the Life: From member of public to Member of Parliament (2006) G. Rosenblatt,  (ISBN 978-0-900432-58-3).
- The Fiscal Maze: Parliament, Government and Public Money (2006) A. Brazier & V. Ram,  (ISBN 978-0-900432-08-8).
- Parliament in the Public Eye 2006: Coming into Focus? (2006) G. Rosenblatt,  (ISBN 978-0-900432-43-9).
- Friend or Foe: Lobbying in British democracy (2007) Dr P. Parvin,  (ISBN 978-0-900432-63-7).
- An audit of political engagement 4 (2007) by Hansard Society & Electoral Commission.
- No Overall Control? The impact of a 'hung parliament' on British politics (2008) A. Brazier & S. Kalitowski (eds),  (ISBN 978-0-900432-29-3).
- Audit of Political Engagement 5 with a special focus on the Constitution (2008) Hansard Society,  (ISBN 978-0-900432-34-7).
- Law in the Making: Influence and Change in the Legislative Process (2008) A. Brazier, S. Kalitowski & G. Rosenblatt with M. Korris,  (ISBN 978-0-900432-39-2).
- Audit of Political Engagement 6 with a focus on Political Participation and Citizenship (2009) Hansard Society,  (ISBN 978-0-900432-44-6).
- Audit of Political Engagement 7 with a focus on MPs and Parliament (2010) Hansard Society,  (ISBN 978-0-900432-49-1).
- Making Better Law: Reform of the legislative process from policy to Act (2010) R. Fox & M. Korris,  (ISBN 978-0-900432-78-1).
- Audit of Political Engagement 8 with a focus on coalition politics, civic involvement and the Big Society (2011) Hansard Society,  (ISBN 978-0-900432-79-8).

La revue Parliamentary Affairs est publiée conjointement par Oxford University Press et la Hansard Society.